# رادورا

رمز رادورا، ويستخدم لإظهار أن طعامًا ما تمت معالجته بالإشعاع المؤيَّن (نسخة إدارة الغذاء والدواء الأمريكية)

رادورا "Radura" هو الشعار الدولي الذي يشير إلى المنتج الغذائي المعرض للإشعاع. شعار رادورا عادةً ما يكون أخضر ويشبه نبات في حلقة أو دائرة، بينما نصف الدائرة العلوي متقطع؛ وتختلف تفاصيل وألوان التصميم من دولة لأخرى.

## معنى كلمة رادورا
كلمة «رادورا» مُشتقة من Radurization «إطالة مدة حفظ الأغذية بالتشعيع»، والكلمة نفسها ناتجة من كلمتين بالجمع بين الحروف الأولى من كلمة "radiation" مع المقطع "durus"؛ وهي كلمة لاتينية تعني ثابت ودائم.

## تاريخه
مخترعو هذا الشعار «رادورا» – والذين اقترحوه كمصطلحٍ جديد- كانوا يعملون في المصنع التجريبي للإشعاع الغذائي السابق في فاخينينجن –هولندا، والذي كان نواةً لشركة Gammaster اللاحقة، والمعروفة اليوم باسم Isotron.
قدّم مدير الشركة في ذلك الوقت «آر.إم أولمن» هذا الشعار للمجتمع الدولي، كما قَدّم في محاضراته شرحًا للشعار: فهو يدل على الطعام –كمنتج زراعي- أي نبات (النقطة وورقتي الشجر) في عبوة مُغلفة (الدائرة) مُشععة من الأعلى من خلال العبوة عن طريق اختراق الأشعة المؤينة (الفواصل في الجزء العُلوي من الدائرة).
استخدم المصنع التجريبي للإشعاع الغذائي شعار رادورا بشكل حصري في ستينيات القرن الماضي في فاخينينجن –هولندا وكان له حقوق الملكية، ثم حاول رئيس شركة Gammaster «يان ليمهورست» بعد ذلك الترويج دون كللٍ لاستخدام الشعار دوليًا.
كان استخدام الشعار مسموحًا به لكل مَن يلتزم بنفس قواعد الجودة، وكانت تستخدمه شركة جنوب أفريقيا للطاقة النووية أيضًا على نطاقٍ واسع؛ وقد وضعوا المصطلح 'radurized' بدلًا من irradiated «مشعع». وبفضل تدخل «يان ليمهورست» تم إدراج الشعار الجديد في معايير الدستور الغذائي للغذاء المشعع كخيار لوصفه أو تسميته؛ وهو يوجد اليوم في معايير الدستور الغذائي في البطاقات التعريفية على الأغذية المُعلبة.

## الاستخدام
استُخدم شعار رادورا في الأساس كرمز لجودة الغذاء المُعالَج بالإشعاع المُؤين، واستخدمه المصنع التجريبي الهولندي كتعريف للمنتجات المشععة وكأداة ترويج لمنتج عالي الجودة وذو صلاحية ممتدة؛ ففي المتاجر الكبرى وحيث كان الفِطر المشعع معروضًا للبيع، كان الشعار ظاهرًا بشكلٍ بارز وتلقّى المشترون نشرة تحتوي على معلومات حول عملية التشعيع ومزايا المنتجات المُعالَجة. وفي تصاريح لمنتجات أخرى تُقدمها السلطات الهولندية في وقت لاحق، كان هناك مطلب لوضع الشعار على المنتجات أو وضع شعار ظاهر بوضوح بالقرب من منتجات الجملة المُعالجة.

## الرمزية
بعد التفسير اللاحق من قِبل بعض مهندسي العمليات الغذائية، يمكن قراءة الرمز بالشكل التالي أيضًا:
- النقطة في المنتصف هي مصدر التشعيع.
- الجزءان في الدائرة (' الورقتان') هما الدرع البيولوجي الذي يحمي العمال والبيئة.
- الحلقة الخارجية هي نظام النقل، والنصف السفلي منها مَحميّ من الإشعاع بواسطة الدرع البيولوجي ويشبه منطقة التحميل أيضًا، ويرمز النصف العلوي المكسور إلى الأشعة التي تصل إلى السلع المستهدفة في نظام النقل.[1]

## المفهوم
إن المفاهيم المتعلقة بـ رادورا تتداخل في الغالب مع المفاهيم الشائعة للتشعيع، فتشعيع الطعام لم يكن مُعتمدًا على نطاقٍ واسع نتيجة مفاهيم عامة سلبية  ومخاوف أبداها بعض مجموعات المستهلكين وعزوف العديد من منتجي الأغذية عنه، وقد أُحبط مؤيدو التشعيع الغذائي من المقترحات التي دعت إلى استخدام رموز إنذار دولية للتحذير من الخطر الإشعاعي أو الخطر الحيوي؛ حيث إن الأغذية المُشعّعة لا تُشكل أي مخاطر إشعاعية أو حيوية.
لا ينص السوق الأوروبية المشتركة على استخدام شعار رادورا، ويعتمد بشكلٍ حصري على وضع بطاقات بعبارات مناسبة باللغات المَعنية للدول الأعضاء. وبالإضافة إلى ذلك، يجب تسمية أو كتابة المكونات المشععة حتى في أسفل آخر جزء مُدرج في المنتج النهائي؛ كما يُطلب من المطاعم أن تضع بطاقات على الأطعمة وفقًا لنفس القاعدة، وتتفاوت لوائح الدول والمناطق الأخرى.
وكجزءٍ من موافقتها، تشترط إدارة الغذء والدواء الأمريكية (FDA) منذ عام 1986 أن يتم وضع بطاقات على الغذاء المشعع بعبارة «مُعالَج بالإشعاع» أو «مُعالَج بالتشعيع» بجانب شعار رادورا؛ ففي الولايات المتحدة الأمريكية يتم تطبيق وضع بطاقات التشعيع على الأطعمة التي تُباع في المحلات، على سبيل المثال يجب أن توضع بطاقات على التوابل أو الفراولة الطازجة المشععة، ولا توضَع بطاقات التشعيع على أطعمة المطاعم أو الأطعمة المُعالَجة. (ملاحظة: شعار رادورا في إطار حكم إدارة الغذاء والدواء له تصميم مختلف قليلًا عن نسخة الدستور الغذائي؛ حيث إن مكان ورقتي الشجر يكون فارغًا)، وترى مجموعات المستهلكين في هذه المتطلبات معلومات مفيدة للمستهلكين بشأن التشعيع الغذائي.
1. 1 2  Ehlermann، Dieter A.E. (2009-05). "The RADURA-terminology and food irradiation". Food Control. ج. 20 ع. 5: 526–528. DOI:10.1016/j.foodcont.2008.07.023. ISSN:0956-7135. مؤرشف من الأصل في 2020-01-24. {{استشهاد بدورية محكمة}}: تحقق من التاريخ في: |تاريخ= (مساعدة)
2. 1 2  "Safeguarding nuclear energy fourth international conference on peaceful uses of atomic energy". Nuclear Instruments and Methods. ج. 100 ع. 1: 204. 1972-04. DOI:10.1016/0029-554x(72)90286-8. ISSN:0029-554X. مؤرشف من الأصل في 2020-01-24. {{استشهاد بدورية محكمة}}: تحقق من التاريخ في: |تاريخ= (مساعدة)
3. 1 2 3  Turner، Alan (1995-06). "Prepacked food labelling: past, present and future". British Food Journal. ج. 97 ع. 5: 23–31. DOI:10.1108/00070709510091047. ISSN:0007-070X. مؤرشف من الأصل في 2020-01-24. {{استشهاد بدورية محكمة}}: تحقق من التاريخ في: |تاريخ= (مساعدة)
4. ↑  "Paige Issues Statement Regarding New York Times Article on Charter Schools". PsycEXTRA Dataset. 2004. مؤرشف من الأصل في 2020-03-27. اطلع عليه بتاريخ 2018-09-14.
5. ↑  "New York Times New York City Poll, January 2003". ICPSR Data Holdings. 16 مايو 2003. مؤرشف من الأصل في 2020-01-24. اطلع عليه بتاريخ 2018-09-14.
6. ↑  "Snake oil for cellphone radiation in a New York Times "Science Times" ad?". Physics Today. 2014. DOI:10.1063/pt.5.8037. ISSN:1945-0699. مؤرشف من الأصل في 2020-01-24.
7. ↑  "Safety of Irradiated Foods, Second Edition,". 11 يوليو 1995. DOI:10.1201/9781482273168. مؤرشف من الأصل في 2020-01-24. {{استشهاد بدورية محكمة}}: الاستشهاد بدورية محكمة يطلب |دورية محكمة= (مساعدة)
8. ↑  Bentley، Donald (1990-01). "Book Review: Food Irradiation. A Technique for Preserving and Improving the Safety of FoodFood Irradiation. A Technique for Preserving and Improving the Safety of Food. Published by the World Health Organization in collaboration with the Food and Agriculture Organization of the United Nations. 1988. Sw. fr. 16. ISBN 92 4 154240 3". Nutrition and Health. ج. 6 ع. 4: 206–206. DOI:10.1177/026010609000600407. ISSN:0260-1060. مؤرشف من الأصل في 2020-01-24. {{استشهاد بدورية محكمة}}: تحقق من التاريخ في: |تاريخ= (مساعدة)
9. ↑  Influenza. University of Pittsburgh Press. ص. 158–173. ISBN:9780822977858. مؤرشف من الأصل في 2020-03-27. {{استشهاد بكتاب}}: |archive-date= / |archive-url= timestamp mismatch (مساعدة)
10. ↑  FDA, Irradiation in the production, processing and handling of food. Final rule, Fed. Reg., 51: 13376-13399 (1986) this is the initial and general ruling; later amendments on various details have been published in Fed. Reg.